# Имитос (Аттика)
Имито́с (греч. Υμηττός) — город в Греции, южный пригород Афин. Расположен на высоте 130 метров над уровнем моря, на Афинской равнине, на склоне Имитоса, в 4 километрах к юго-востоку от центра Афин, площади Омониас. Входит в общину (дим) Дафни-Имитос в периферийной единице Центральные Афины в периферии Аттика. Население 10 715 жителей по переписи 2011 года. Площадь 0,975 квадратного километра.
Название город получил от горы Имитос в Аттике.
Город основан после Малоазийской катастрофы беженцами из Малой Азии, Понта и Восточной Фракии. Сообщество Имитос создано в 1934 году (ΦΕΚ 22Α), в 1963 году (ΦΕΚ 45Α) создана община.
По западной окраине города проходит проспект Вулиагменис. К западу от города в Дафни находится станция Линии 2 (красной ветки) афинского метрополитена «Дафни».
На северо-западе граничит с общиной Афины, на севере — с Вироном, на юге — с Ильюполисом.
В Имитосе находится завод государственной компании Hellenic Defense Systems, работающий на нужды Вооружённых сил Греции.
В Имитосе находится «Крепость Имитоса», место героической гибели в 1944 году трёх юношей, членов организации ЭПОН.

## Население
| Год  | Население, человек |
| ---- | ------------------ |
| 1928 | 4100               |
| 1940 | 6799               |
| 1951 | 8968               |
| 1961 | 12 193             |
| 1971 | 13 717             |
| 1981 | 12 491             |
| 1991 | 12 100             |
| 2001 | 11 746             |
| 2011 | ↘ 10 715           |